# Lindenmayer-System

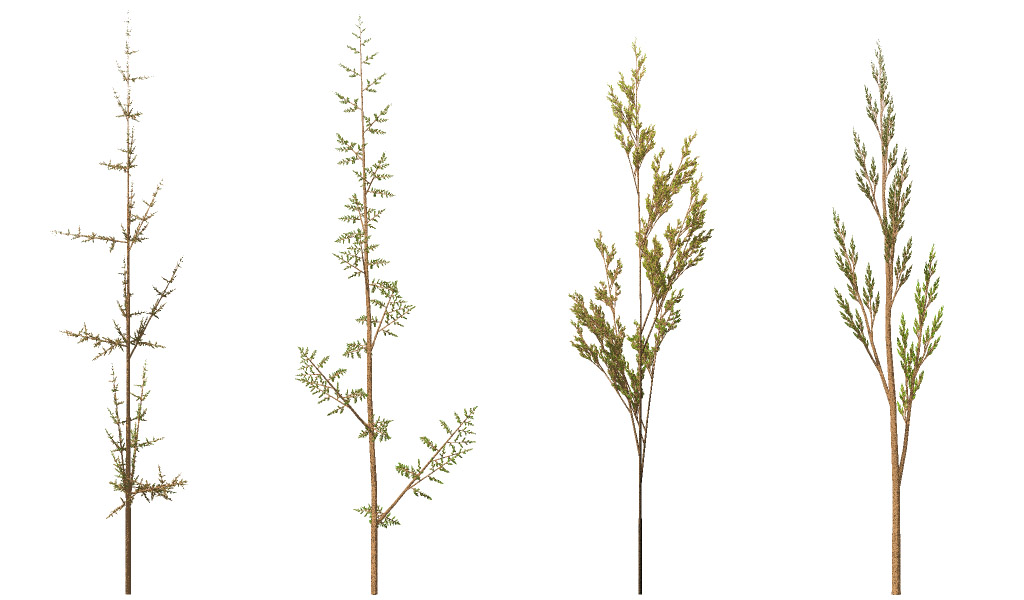
Künstliche Pflanzen, die durch 3D-L-Systeme generiert wurden

Bei den Lindenmayer- oder L-Systemen handelt es sich um einen mathematischen Formalismus, der 1968 von dem ungarischen theoretischen Biologen Aristid Lindenmayer als Grundlage einer axiomatischen Theorie biologischer Entwicklung vorgeschlagen wurde. In jüngerer Zeit fanden L-Systeme Anwendung in der Computergrafik bei der Erzeugung von Fraktalen und in der realitätsnahen Modellierung von Pflanzen.
Das wesentliche Prinzip von L-Systemen besteht in der sukzessiven Ersetzung von Einzelteilen eines einfachen Objektes mittels sogenannter Produktionsregeln. Diese Ersetzungen können rekursiv durchgeführt werden. Damit gehören L-Systeme zu den sogenannten Ersetzungssystemen.
Die bekanntesten Ersetzungssysteme sind solche, die auf Zeichenketten basieren. Besonders Noam Chomskys Arbeiten aus den 1950ern über formale Grammatiken stießen auf großes Interesse und befruchteten die Forschung in der theoretischen Informatik. Im Gegensatz zu den sequentiellen Ersetzungsregeln in Chomskys Grammatiken finden Ersetzungen in L-Systemen parallel statt, analog zu den gleichzeitig stattfindenden Zellteilungen in mehrzelligen Organismen, die der Anstoß zur Entwicklung der L-Systeme waren.
L-Systeme sind hervorragend geeignet, Darstellungen von Fraktalen zu erzeugen. Dazu werden die in den Rekursionen des L-Systems erzeugten Zeichenketten in direkt ausführbare Befehle eines Systems, welches die Turtle-Grafik realisiert, umgesetzt, z. B. die Programmiersprache Logo.

## Struktur eines L-Systems
Ein L-System ist ein Quadrupel {\displaystyle G=\left(V,S,\omega ,P\right)}, wobei
- V die Zeichen enthält, die als Variable angesehen werden sollen.
- S die Zeichen enthält, die als Konstanten angesehen werden sollen. Die Zeichen aus V und S bilden das Alphabet des L-Systems.
- ω ein Wort über dem Alphabet ist, welches als Startwort oder Axiom des L-Systems bezeichnet wird.
- P eine Menge von geordneten Paaren aus Wörtern über dem Alphabet ist, welche Ersetzungsregeln definieren. Ist das erste Wort eines jeden Paares ein einzelner Buchstabe aus V, und zu jeder Variablen eine Ersetzungsregel bekannt, so spricht man von einem kontextfreien L-System, sonst von einem kontextsensitiven.

## Kontextfreie L-Systeme
Um ein L-System zu erzeugen, wird eine Tiefe n festgelegt, d. h., es werden Ersetzungsschritte wiederholt. In jedem Ersetzungsschritt wird das aktuelle Wort ω Zeichen für Zeichen abgearbeitet und jedes Zeichen durch das neue, in den Ersetzungsregeln festgelegte Wort ersetzt. Hierbei ist zu beachten, dass Zeichen, für die keine Ersetzungsregel definiert ist, nicht ersetzt werden.
Kontextfreie L-Systeme (auch 0L-Systeme genannt) enthalten Produktionen p, die auf ein Anfangswort ω (auch Axiom genannt) n-mal angewandt werden. Die Produktionen ordnen dabei maximal einem Zeichen ohne Beachtung des Kontextes ein Wort zu. Wird für ein Zeichen keine Regel angegeben, wird im Allgemeinen die Identität als triviale Ersetzung des Zeichens durch sich selbst angenommen.

### Beispiel für Systeme ohne Speicher

Kochsche Schneeflocke

Drachenkurve

Viele der bekannteren Fraktale, wie das Sierpinski-Dreieck oder die Koch-Kurve, können mittels L-Systemen über dem Alphabet {\displaystyle V={F},S={+,-}} dargestellt werden. Es gibt nur eine einzige Ersetzungsregel für das Symbol {\displaystyle F}. Im Artikel Fraktal sind einige Beispiele aufgelistet. So hat das Kochsche Schneeflockenfraktal das Startwort {\displaystyle \omega =F--F--F} und die Ersetzungsregel {\displaystyle F\to F+F--F+F}.
Zur Interpretation eines solchen L-Systems mittels Turtle-Grafik benötigt man einen Stauchungsfaktor {\displaystyle s<1} und einen Winkel {\displaystyle a}. Mittels des Stauchungsfaktors wird die Weglänge bei Rekursionstiefe {\displaystyle n} als {\displaystyle s^{n}} bestimmt. Die Schildkröte besitzt keinen Speicher und führt die Symbole des Alphabets als folgende Kommandos sofort aus
- {\displaystyle F} : Bewegung nach vorn um Länge {\displaystyle s^{n}} und Zeichnung
- {\displaystyle +} : Drehung nach links, gegen Uhrzeigersinn, um den Winkel {\displaystyle a}
- {\displaystyle -} : Drehung nach rechts, im Uhrzeigersinn, um den Winkel {\displaystyle a}

Der Winkel {\displaystyle a} und der Faktor {\displaystyle s} sollten so abgestimmt sein, dass {\displaystyle F} mit Streckenlänge {\displaystyle 1} und das Ersetzungswort von {\displaystyle F} zur Streckenlänge {\displaystyle s} bei gleichem Ausgangspunkt ebenfalls einen gemeinsamen Endpunkt haben.
Einige Fraktale wie die Drachenkurve benötigen zwei Ersetzungsregeln, als variablen Teil des Alphabets wählt man z. B. {\displaystyle V=\left\{R,L\right\}} und legt für dieses Beispiel {\displaystyle \omega =R} und {\displaystyle P=\left\{(R\to +R--L+),(L\to -R++L-)\right\}} fest. Beide Symbole werden in der Darstellung wie {\displaystyle F} behandelt, d. h. als zeichnenden Schritt nach vorn.
Man kann diese Art der Hinzunahme von Ersetzungsregeln beliebig steigern, oder auch weitere Symbole mit anderen Aktionen definieren:
- {\displaystyle f} : Bewegung nach vorn um Länge {\displaystyle s^{n}} ohne Zeichnung, variables Symbol,
- {\displaystyle |} : Drehung um 180 Grad, konstantes Symbol

### Beispiel für Systeme mit Speicher
Es wird ein LIFO-Stack für Koordinatensysteme eingeführt. Jede Koordinatentransformation
besteht aus einer Drehung, die durch einen Winkel parametrisiert werden kann, und einer Verschiebung.
Das Alphabet wird um die konstanten Symbole [ und ] erweitert, welche folgende Bedeutung haben:
- [ : Lege das aktuelle Koordinatensystem auf dem Stack ab
- ] : Stelle das oberste Koordinatensystem des Stacks als aktuelles wieder her.

Innerhalb eines Klammerpaars kann also ein im Leeren endender Zweig gezeichnet werden. Diese Möglichkeit wurde zur Darstellung fraktaler Bäume eingeführt.

## Kontextsensitive L-Systeme
Im Unterschied zu kontextfreien L-Systemen werden bei den Produktionen auch die Zeichen oder Zeichenfolgen vor oder nach dem zu ersetzenden Zeichen betrachtet. Dabei werden die Kontextbedingungen üblicherweise so notiert, dass der linke Kontext durch < vom zu ersetzenden Zeichen abgetrennt wird, und der rechte Kontext entsprechend durch >.
Beispiel: Zeichensatz = { a, b }; Produktionen = { b < a → b, b > b → a }; ω = {baaa} (ist also links von a ein b, wird das a durch b ersetzt. Analog wird ein b zu a, wenn rechts davon ein b steht.)
n=0 → baaa
n=1 → bbaa
n=2 → abba
etc.

## Parametrische L-Systeme
Im Rahmen der parametrischen L-Systeme werden zusätzlich zu einzelnen Zeichen auch den Zeichen zugeordnete Ziffern betrachtet. Diese Parameter lassen sich nicht nur explizit in den Produktionsregeln verändern, sondern man kann auch konditionale Produktionen erstellen, die nur greifen, wenn bestimmte Bedingungen erfüllt sind, ähnlich den kontextsensitiven L-Systemen.
Beispiel: Sei {\displaystyle F(l)} ein Ast der Länge {\displaystyle l}. Die Produktionen {\displaystyle F(l):l<10\to F(l+1)} und {\displaystyle F(l):l\geq 10\to F(l+1)F(1)} lassen den Ast nun wachsen und ab einer bestimmten Länge (l=10) neue Äste entstehen.

## Pseudocode
Sei {\displaystyle L=(\Sigma ,R,w_{0})}. Dann beschreibt folgender Pseudocode das Vorgehen des L-Systems.
1. Setze aktuelle Zeichenkette auf {\displaystyle w_{0}}
2. Wiederhole unendlich oft:
2.1 Gib aktuelle Zeichenkette aus
2.2 Setze neue Zeichenkette auf {\displaystyle \varepsilon }
2.3 Wiederhole für jedes Zeichen {\displaystyle c} in der aktuellen Zeichenkette von links nach rechts:
- Wenn möglich, wähle eine Regel {\displaystyle r\in R}, deren linke Seite {\displaystyle c} matcht.
- Wenn ein solches {\displaystyle r} existiert, dann hänge die rechte Seite von {\displaystyle r} ans Ende der neuen Zeichenkette an.
- Wenn ein solches {\displaystyle r} nicht existiert, dann hänge {\displaystyle c} an das Ende der neuen Zeichenkette an.
2.4 Mache die neue Zeichenkette zur aktuellen Zeichenkette.
- Zwei hintereinanderfolgende Ausgaben des Pseudocodes {\displaystyle w_{i}} und {\displaystyle w_{i+1}} schreibt man als {\displaystyle w_{i}} → {\displaystyle w_{i+1}}.
- Existiert ein {\displaystyle w_{n}}, so dass {\displaystyle w_{0}} → ... → {\displaystyle w_{n}} gilt, so nennt man {\displaystyle w_{n}} ableitbar.
- Existiert ein ableitbares {\displaystyle w_{n}}, so dass für alle Regeln aus {\displaystyle R} gilt: {\displaystyle w_{0}} → ... → {\displaystyle w_{n}} → {\displaystyle w_{n}} → {\displaystyle w_{n}} → ... → {\displaystyle w_{n}}, so sagt man, {\displaystyle L} konvergiert gegen {\displaystyle w_{n}}.